# Solanum darienense
Solanum darienense är en potatisväxtart som beskrevs av Sandra Diane Knapp. Solanum darienense ingår i släktet skattor som ingår i familjen potatisväxter. Inga underarter finns listade i Catalogue of Life.